# Vakuumlöten
Das Vakuumlöten oder auch Wiederaufschmelzlöten (Reflow) unter Vakuum ist ein in der Elektrotechnik eingesetztes Weichlötverfahren zum lunkerfreien Löten von oberflächenmontierten Bauteilen (sog. SMD-Bauteilen) auf DBC-Substraten. Das Zusammenfügen der Materialien aus meist unterschiedlichen Werkstoffen, geschieht im Vakuum unter abgesenktem Druck bei Temperaturen bis 450 °C (Weichlote). Das Vakuum hilft u. a. dabei, die Oxidation der beiden Teile und des Lotes zu minimieren.
Der kontrollierte Einsatz von Prozessgasen wie z. B. Stickstoff, Formiergas und Wasserstoff (Reduzierung der Oxidschichten) wird durch das Vakuumlöten vereinfacht. Auch mit Ameisensäure angereicherter Stickstoff kann zur Reduzierung der Oxidschichten beim Vakuumlöten eingesetzt werden.
Zum Einsatz kommt das Vakuumlöten für die Stromversorgungen von Spannungswandlern, Stellmotorensteuerungen und Radarsystemen in der Luftfahrt, Baugruppen für Leistungshalbleiter IGBT-Module, für MOS-, Dioden- und Thyristor-Module, kontaktlose Relais (Solid State Relay), Zündungen, elektronische Lenkhilfe, ISAD-integrierte Starter, Lichtmaschinen, Dieselpumpen- und Stellmotorensteuerung, Klimagerätesteuerung, intelligente Leistungsschaltung und Leistungsregelungen für Hybridantriebe in der Automobilindustrie, Frequenzumrichter, Pumpensteuerung, Bahnantriebe, Stromversorgungen, Antriebssteuerungen und Kühltechnik (z. B. Laser, Peltier-Elemente).